# Sturla Thórðarson
Pour les articles homonymes, voir Thórdarson.
Sturla Thórðarson est un écrivain islandais, petit-fils de Hvamm-Sturla, neveu de Snorri Sturluson et frère de Óláfr Þórðarson. 

## Biographie
Il nait le 29 juillet 1214 et meurt le 30 juillet 1284.

## Œuvre
Il a été l'auteur de plusieurs sagas de références comme la Íslendinga saga ou la Landnámabók. Il a aussi collaboré à l'écriture de La saga des Sturlungar (Sturlunga saga) dont est tiré la Íslendinga saga. Il a aussi écrit l’histoire de deux rois norvégiens : la Saga de Håkon Haakonarsson (Håkon IV Haakonarsson l’Ancien) et la Saga de Magnus Lagaboetis (Magnus VI de Norvège Lagabøte) ainsi qu’une version du Livre de la colonisation de l’Islande (la Sturlubók) - écrite entre 1275 et 1280 -, de Resensannáll, la Saga de la christianisation (Kristni Saga) et la Saga de Gettir Ásmundarson dans l’Islendingasögur.
Il a exploité toutes sortes de sources, orales et écrites, grâce notamment à des documents cours (document juridique et administratif, inventaire) et à des bréf dont il aurait disposé. Sturla Þórðarson a aussi utilisé des sources non nordiques, telles que, les Disciplina clericalis de Pierre Alphonse ou le Decameron de Boccace. Il était attentif à son style et surtout à la composition de ses œuvres, il tenait une réflexion politique lucide sur les causes de la fin de l’indépendance de l’Islande et sur les ambitions à court terme et le manque à l’esprit de la culture qui ont conduit à cette perte d’indépendance.
C’est grâce aux travaux du collecteur et analyste des vieux documents éparpillés sur toute l’île, Árni Magnússon, qu'autant d’œuvres historiques ont été certifiés comme étant le travail de Sturla Thórðarson. Il fut un historien très important de son époque, ses écrits ont permis de connaître ce qu'il se passait en Islande au Moyen Âge aussi bien en termes de chronologie d'évènements historiques, comme en termes de sources littéraires et culturelles.
Il est une des grandes figures islandaises encore aujourd'hui.

## Hommage
Pósturinn, la poste islandaise, a sorti en 2014 un timbre commémorant le 800e anniversaire de sa naissance.